# Liste der Teilnehmer der ersten Bischofssynode gemäß dem Motu proprio Apostolica sollicitudo
Die Liste der Teilnehmer der ersten Bischofssynode gemäß dem Motu proprio Apostolica sollicitudo erfasst die Teilnehmer der 1. ordentlichen Generalversammlung vom 29. September bis 29. Oktober 1967 in Rom.

## Liste
| Ukrainische SSR |
| Galizien        |

| Ukrainische SSR    |
| Vereinigte Staaten |

| Ukrainische SSR |
| Kanada          |

| Obervolta |
| Niger     |

| Burundi |
| Ruanda  |

| Demokratische Republik Kongo |
| Brazzaville                  |

| Demokratische Republik Kongo |
| Kinshasa                     |

| Senegal     |
| Gambia      |
| Mauretanien |

| Papua-Neuguinea |
| Salomonen       |

| Neukaledonien |
| Süd-Ozeanien  |

| Laos       |
| Kambodscha |

| Gibraltar |
| Luxemburg |
| Monaco    |
| Izmir     |

| England |
| Wales   |

| England |
| Wales   |

| Vatikanstadt |
| Italien      |

| Vatikanstadt |
| Italien      |

| Vatikanstadt |
| Italien      |

| Vatikanstadt |
| Brasilien    |

| Vatikanstadt |
| Frankreich   |

| Vatikanstadt |
| Italien      |

| Vatikanstadt   |
| Armenische SSR |

| Vatikanstadt |
| Spanien      |

| Vatikanstadt |
| Frankreich   |

| Vatikanstadt |
| Italien      |

| Vatikanstadt |
| Italien      |

| Vatikanstadt |
| Italien      |

| Vatikanstadt |
| Deutschland  |

| Vatikanstadt |
| Österreich   |

| Vatikanstadt |
| Italien      |

| Vatikanstadt |
| Italien      |

| Vatikanstadt |
| Italien      |

| Vatikanstadt |
| Frankreich   |

| Vatikanstadt |
| Italien      |

| Vatikanstadt |
| Italien      |

| Vatikanstadt |
| Italien      |